# Röa (Rapla)
Röa – wieś w Estonii, w prowincji Rapla, w gminie Rapla.